# Fort Abraham Lincoln State Park
Fort Abraham Lincoln State Park is een staatspark in North Dakota, 12 km ten zuiden van Mandan, Verenigde Staten. Het park is de thuisbasis van de replica Mandan On-A-Slant Indian Village en gereconstrueerde militaire gebouwen waaronder het Custer's House.

## Geschiedenis
De Mandan vestigden rond 1575 een dorp bij de samenvloeiing van de Missouri en Heart. Ze bouwden aarden hutten en hun gemeenschap floreerde door te jagen op bizons en een aantal gewassen te verbouwen. Tweehonderd jaar later zorgde een uitbraak van pokken voor een aanzienlijke afname van de Mandan-bevolking en de overlevenden vestigden zich opnieuw in het noorden. In juni 1872 werd op dezelfde plaats waar de Mandanstam hun dorp had gesticht, een militaire post met de naam Fort McKeen gebouwd door twee compagnieën van het 6e Infanterieregiment (United States Army) onder leiding van luitennt-kolonel Daniel Huston, Jr. (1824-1884) tegenover Bismarck.

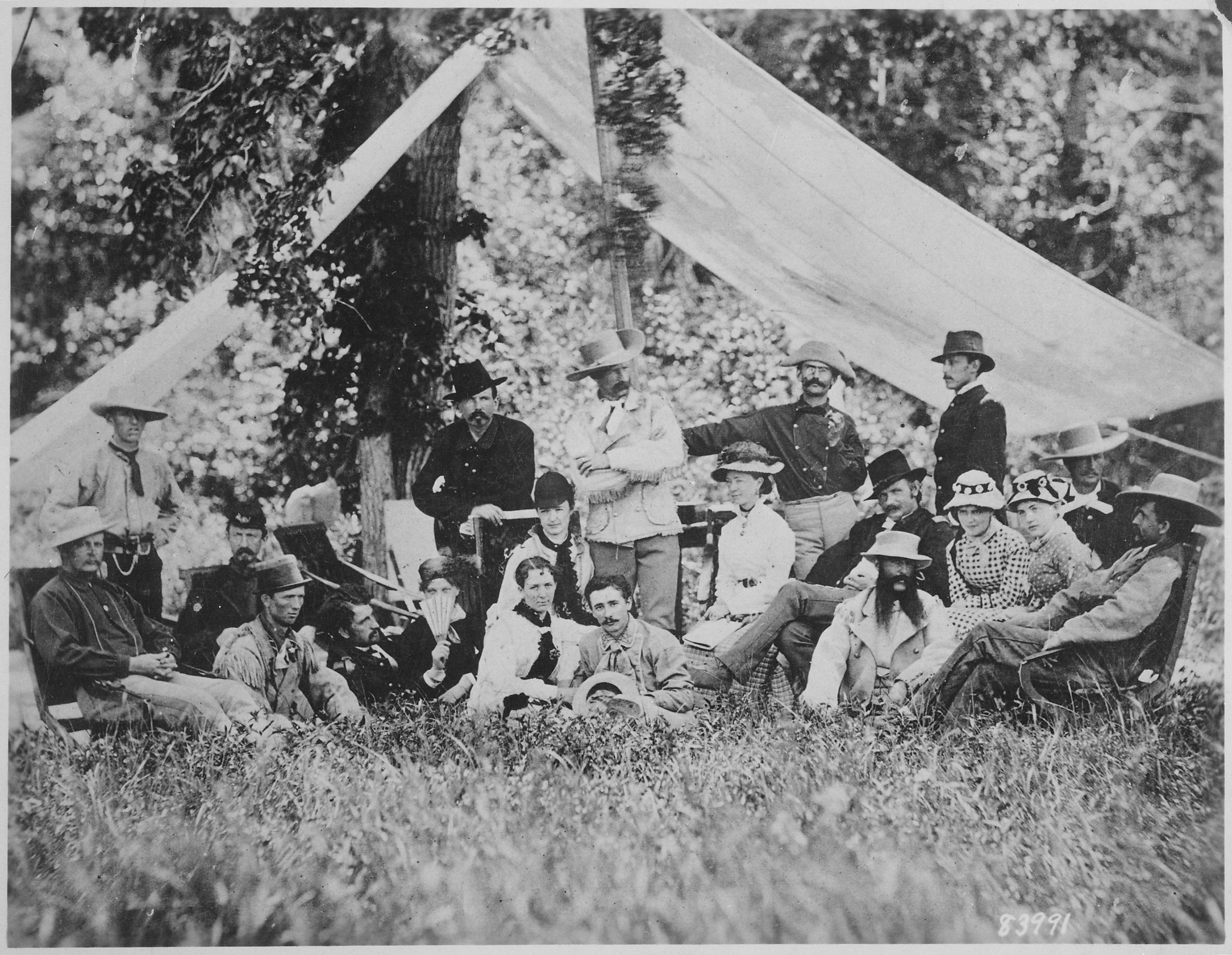
Jacht- en kampeerfeest bij Fort Abraham Lincoln (George Armstrong Custer, midden) 1875. (D. B. Berry) Een goede illustratie van de verscheidenheid aan uniformen die gedragen werden door cavalerieregimenten in het westen. Foto-onderwerpen zijn, van links naar rechts: luitenant James Calhoun, Swett, kapitein Stephen Baker, Boston Custer, luitenant Winfield Scott Edgerly, juff. Watson, kapitein Myles Keogh, Maggie Calhoun, Elizabeth Custer, George Armstrong Custer, Dr. H. O. Paulding, Mrs. Henrietta Smith, Dr. George Edwin Lord, Capt. Thomas Bell Weir, Lt. William Winer Cooke, Lt. R. E. Thompson, juff. Wadsworth, nog een juff. Wadsworth, kapitein Thomas Custer en luitenant Algernon Emery Smith. Identificaties met dank aan Denver Public Library

De naam van de infanteriepost met drie compagnieën werd op 19 november 1872 veranderd in Fort Abraham Lincoln en naar het zuiden uitgebreid met een cavaleriepost met zes compagnieën. Onder de 78 permanente houten bouwwerken in Fort Lincoln bevonden zich een postkantoor, telegraafkantoor, barakken voor negen compagnieën, zeven officiersverblijven, zes cavaleriestallen, een wachthuis, graanschuur, kwartiermeestersmagazijn, bakkerij, ziekenhuis, wasvrouwverblijven en logboekverkennersverblijven. Water werd naar het fort gebracht door het in wagens uit de Missouri te halen, terwijl hout op contractbasis werd geleverd. In 1873 trok het 7e Cavalerieregiment naar het fort om de uitbreiding van de Northern Pacific Railway te waarborgen. De eerste postcommandant van het uitgebreide fort was George Armstrong Custer, die de positie bekleedde tot zijn dood in 1876.
In 1876 vertrok het leger hiervandaan als onderdeel van de Grote Siouxoorlog van 1876, wat resulteerde in Custers nederlaag bij de Little Bighorn, waar ze de niet door verdragen gebonden indianen terug moesten drijven naar de hen toegewezen reservaten. Het fort werd in 1891 verlaten na de voltooiing van de spoorweg naar Montana in 1883. Een jaar nadat het fort was verlaten, haalden lokale bewoners het uit elkaar voor de spijkers en het hout. In 1895 werd een nieuw Fort Lincoln gebouwd aan de overkant van de rivier bij Bismarck. In 1907 droeg president Theodore Roosevelt de akte van het land van het oorspronkelijke fort over aan de staat als Fort Abraham Lincoln State Park.
In 1934 bouwde het Civilian Conservation Corps een bezoekerscentrum, schuilplaatsen en wegen. Ze reconstrueerden ook militaire blokhutten en plaatsten hoekstenen om aan te geven waar de fortgebouwen ooit stonden en ze maakten aarden hutten van de Mandan na. Extra reproducties zijn sindsdien gebouwd op de site, waardoor een replica van een Mandandorp is ontstaan, genaamd “On-a-Slant Village”. Een reproductie van het huis van Custer werd in 1989 in het park gebouwd, op tijd voor de viering van het honderdjarig bestaan van de staat North Dakota.

## Beschrijving van het fort

### On-A-Slant Indian Village

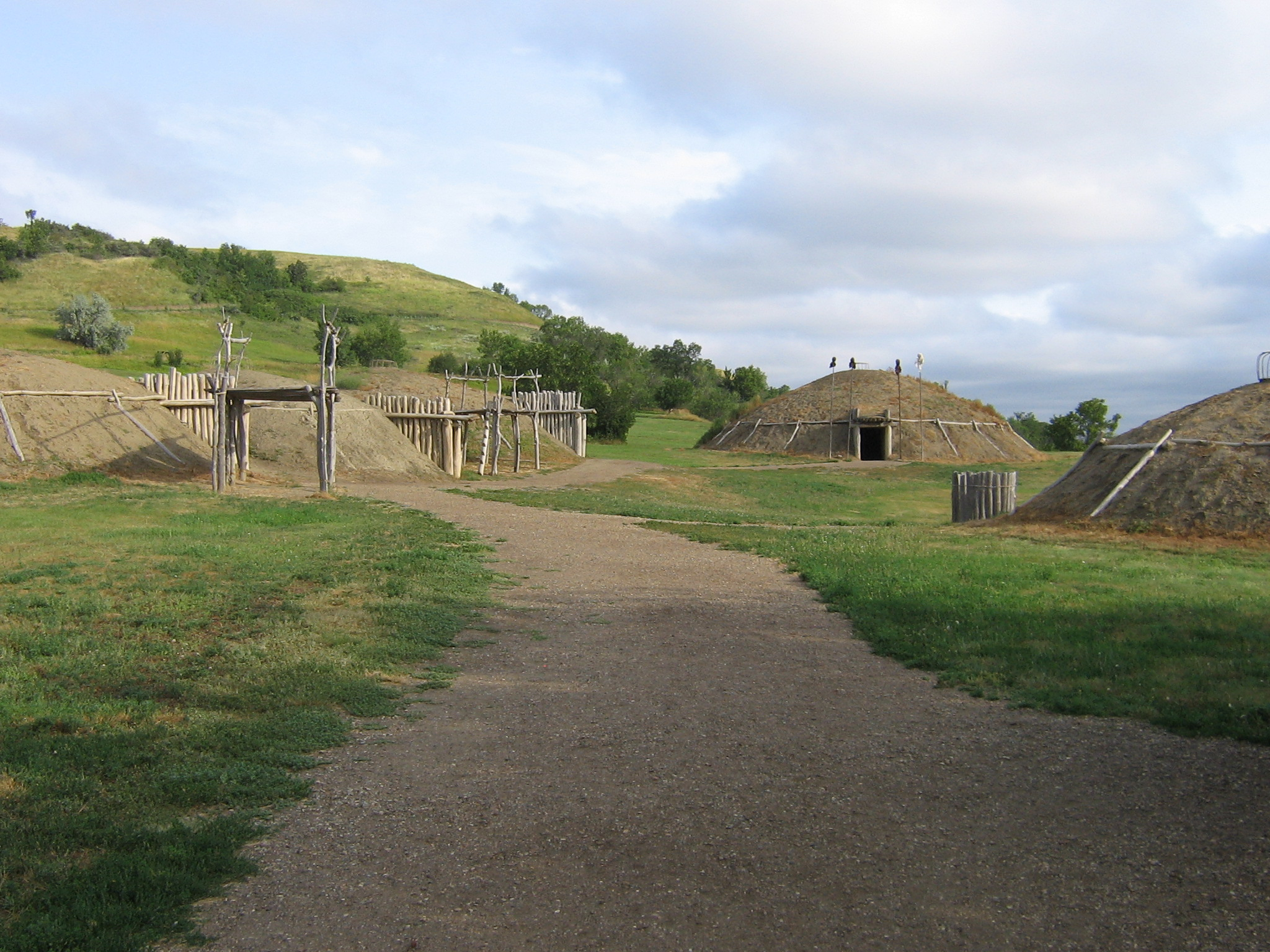
Partiële reconstructie van On-a-Slant Village

On-A-Slant Indian Village (Mandan: Miti-ba-wa-esh) werd opgericht aan het einde van de 16e eeuw en werd bewoond tot ongeveer 1781. Gedurende die jaren had de Mandanstam tussen de zeven en negen dorpen (allemaal gelegen langs de Missouri, met een geschatte totale bevolking van 10.000 tot 15.000 mensen. On-a-Slant was het meest zuidelijke van al deze dorpen en bestond uit ongeveer 86 aarden hutten. Er woonden ongeveer 1.000 tot 1.500 mensen. Het lag vlak bij het punt waar de Missouri en de Heart samenkomen en werd door de Mandan zo genoemd omdat het dorp was gebouwd op grond die afliep in de richting van de riviervallei. Het werd versterkt met een greppel en een palissade om de rijkdom aan voedsel en handelswaar te beschermen.
De vrouwen van de Mandan stam waren verantwoordelijk voor het bouwen van de aarden wigwams, die omhoog werden gehouden door een geraamte van katoenen boomstammen en bedekt met lagen wilgentakken, gras en aarde. Deze dikke muren isoleerden de hut effectief in zowel de zomer als de winter. In het midden van de aarden hut zat een gat om de rook van de vuurplaats naar buiten te laten en zonlicht binnen te laten. De aarden hutten stonden dicht bij elkaar met alle ingangen naar het dorpsplein in het midden gericht. Elke hut bood onderdak aan ongeveer tien tot vijftien leden van de directe en uitgebreide familie. De Mandanstam leefde van de landbouw en de jacht. Het dorp werd een handelscentrum omdat de Mandan bekend stonden om hun vaardigheid in het maken van aardewerk en het prepareren van dierenhuiden. In 1781 werd de Mandanstam geteisterd door een pokkenepidemie, waardoor een meerderheid van de dorpelingen stierf. De overgebleven stamleden trokken naar het noorden en sloten zich aan bij de Hidatsa langs de Knife rivier.

### Historisch Fort Lincoln en het Custer huis

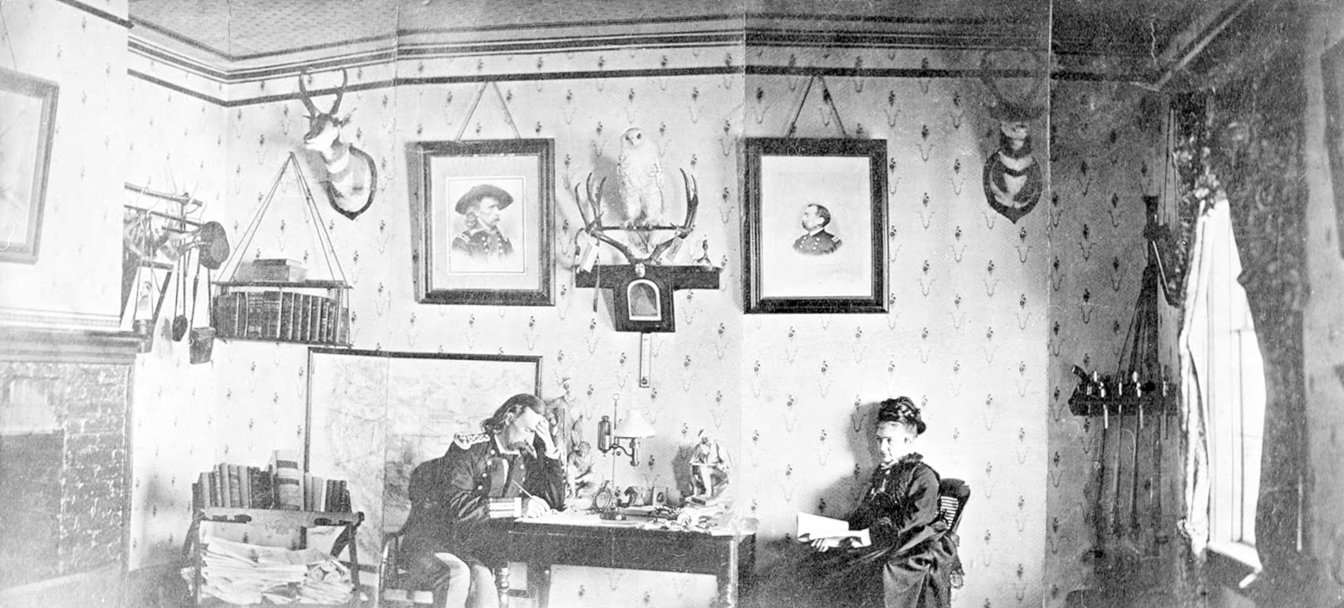
Custer en zijn vrouw in Fort Abraham Lincoln, Dakotaterritorium, 6 april 1874. Naar verluidt rechts in de wapenkamer is een Webley RIC gebruikt door Custer

Luitenant-kolonel George Armstrong Custer en zijn vrouw, Libbie, woonden in Fort Abraham Lincoln van 1873 tot Custer stierf tijdens de Slag om de Little Bighorn in de zomer van 1876. Ongeveer 500 troepen waren daar ook gestationeerd. Custer's eerste huis in het fort werd gebouwd in de zomer van 1873, maar het brandde af in februari 1874. Vandaag de dag zijn het huis en zeven andere belangrijke fortgebouwen, waaronder een kazerne, het geïmproviseerde theater van het fort, een stalgebouw en verschillende blokhuizen, herbouwd.

### Five Nations Kunstgalerie
Five Nations Art Gallery is onderdeel van de Fort Abraham Lincoln Foundation, een non-profitorganisatie die zich inzet voor het behoud en de promotie van het erfgoed en de historische perspectieven van Fort Lincoln en andere historische plaatsen in North Dakota. Five Nations Arts is een lokale kunstwinkel die gespecialiseerd is in regionale indiaanse kunst en de vijf indiaanse volken van de Noordelijke Vlakten laat zien. Ze bieden schilderijen, sieraden, beelden, dromenvangers en kralenwerk gemaakt door 200 lokale kunstenaars. Er worden beschilderde buffelhuiden en lokaal genaaide quilts aangeboden. Muziek van nationale en lokale muzikanten is ook beschikbaar, samen met lokaal geproduceerde zeep gemaakt van buffelvet en natuurlijke lokale kruiden, zoals ceder, roos, salie en sweetgrass.
Five Nations Arts is gevestigd in het voormalige station van de Northern Pacific Railway aan Main Street in Mandan. “Five Nations” verwijst naar de vijf federaal erkende stammen in North Dakota: de Anishinaabe (ook bekend als Chippewa en Métis van Turtle Mountain) Mandan, Hidatsa, en Arikara Nation (ook bekend als de Three Affiliated Tribes), en de Lakota (Spirit Lake, Standing Rock en Lake Traverse Indian Reservations), of de vijf reservaten in North Dakota: Fort Berthold Indian Reservation (Three Affiliated Tribes), Spirit Lake Indian Reservation (Lakota), Standing Rock Indian Reservation (Lakota), Lake Traverse Indian Reservation (Lakota) en Turtle Mountain Indian Reservation (Anishinaabe en Métis).

## Activiteiten en voorzieningen

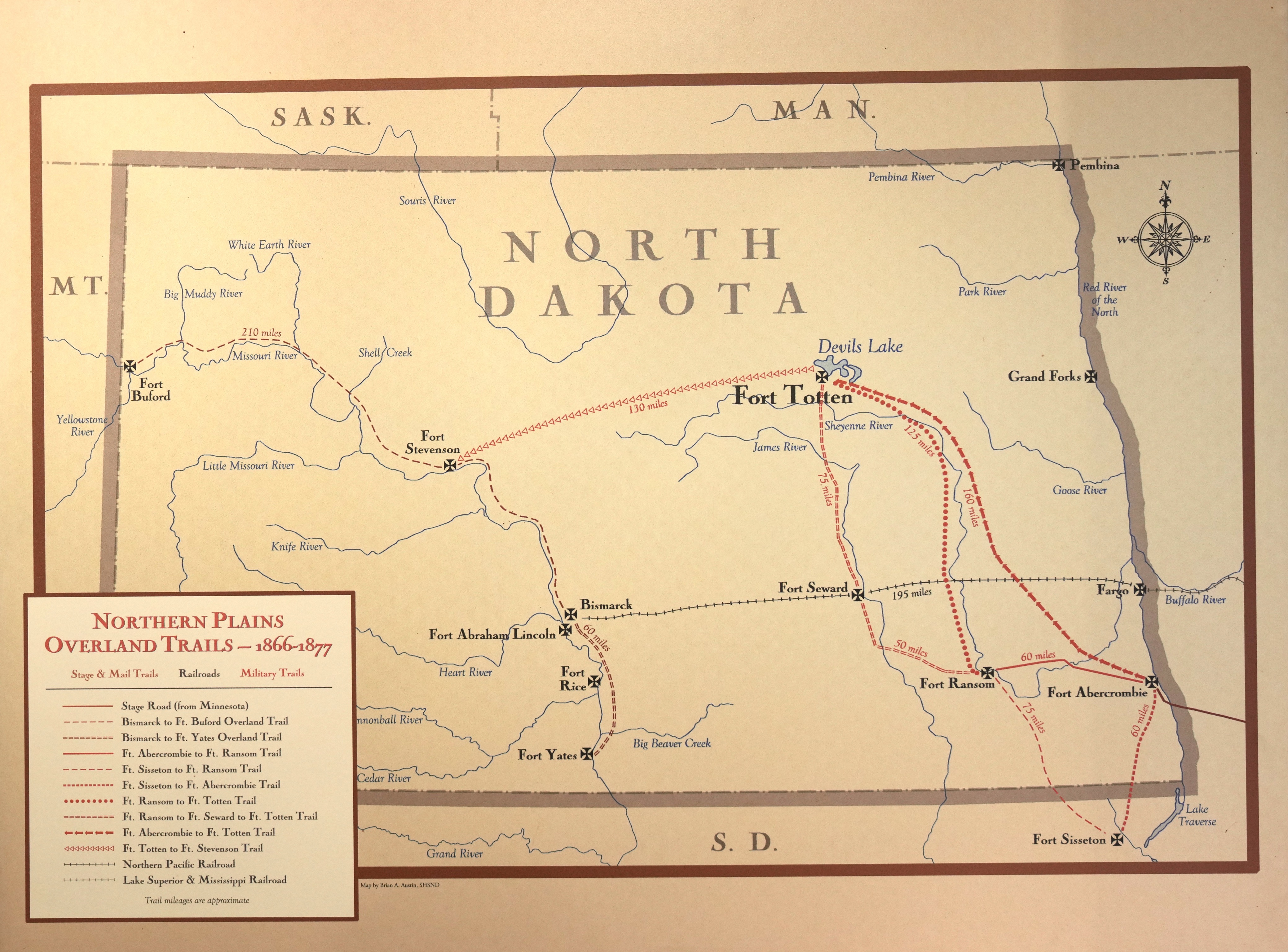
Northern Plains Overland Trails 1866-1877

Fort Abraham Lincoln State Park biedt elk half uur geschiedenisrondleidingen door het Custer's House. De rondleiding duurt ongeveer dertig minuten en neemt de bezoeker mee naar het jaar 1875 toen Custer en zijn vrouw in Fort Abraham Lincoln woonden. De gidsen zijn gekleed als wasvrouwen of soldaten uit 1875. Interpretatieve rondleidingen door On-A-Slant Village en de hutten, waarbij de gidsen een basisintroductie geven in de Mandancultuur, worden elk half uur aangeboden en duren ongeveer dertig minuten. Naast de rondleidingen is er ook een historisch museum met de cultuur en geschiedenis van On-A-Slant Village, Fort Abraham Lincoln en Fort Lincoln State Park. Er is een cadeauwinkel en koffieshop gebouwd in het gereconstrueerde commissariaat. 's Zomers worden er in de herbouwde graanschuur door de gidsen melodrama's opgevoerd, waaronder die welke oorspronkelijk in de jaren 1870 in Fort Lincoln werden opgevoerd. Het park heeft 95 campings, twee slaaphutten en picknickhutten. Paardrijden, wandelen, vissen en speeltuinen zijn ook beschikbaar.

## Belangrijke inwoners
- Sheheke, stamhoofd van de Mandan stam die Lewis en Clark met zijn familie vergezelde terug naar Washington D.C. in 1806 na de expeditie van Lewis en Clark, werd hier rond 1766 geboren.[13]
- Mato-tope, stamhoofd van de Mandan die werd geschilderd door kunstenaars George Catlin en Karl Bodmer, groeide hier op.[14][15]
- Frank L. Anders, Medal of Honor ontvanger en opmerkelijk zakenman, werd hier geboren op 10 november 1875.[16]